# Вендета (новела)
«Венде́та» (фр. Une vendetta) — новела французького письменника Гі де Мопассана, видана в 1883 році. Сюжет твору розповідає про те, як удова помстилася за вбивство єдиного сина.

## Історія
Гі де Мопассан написав цю новелу на основі вражень від подорожі Італією, Сардинією, Корсикою. Вперше твір був опублікований у газеті «Le Gaulois» 14 жовтня 1883 року. Пізніше «Вендета» увійшла до збірки «Казки дня і ночі». Український переклад твору здійснили брати Левко і Мирон Федоришини. В їхньому перекладі новела побачила світ у видавництві «Дніпро» двічі: у восьмитомному зібранні творів Гі де Мопассана (1969—1972) і двотомному виданні вибраних творів письменника (1990).

## Сюжет
Удова Паоло Северіні тихо живе в будиночку разом із сином Антуаном і вірним собакою на прізвисько Борзий. Сенс її життя уривається, коли Антуана під час сварки вбиває Ніколо Раволаті. Убивця рятується втечею на Сардинію. Мати над трупом сина клянеться помститися за смерть єдиного нащадка.
Довгий час проводить стара в пошуку способу відплати, але самотній знесиленій жінці, здається, ніщо не до снаги. Зрештою змучена горем душа знаходить вихід. Удова три дні морить Борзого голодом, а потім робить з соломи опудало людини і вішає на нього ковбасу. Спущений зі шворки собака миттєво зжирає харч. Тепер Паоло щодень повторює цю вправу, аж доки пес не навчився кидатися на шию опудала за одним лише помахом руки. Жінка розшукує на Сардинії Ніколо і за допомогою пса вбиває убивцю.

## Аналіз твору
У цій короткій новелі Гі де Мопассан не заклав глибокої моралі. Він описав соціальне явище, дуже поширене в Італії та на деяких французьких середземноморських островах (наприклад, Корсиці). Звичай кровної помсти відомий у багатьох народів, але саме в цьому регіоні він надзвичайно живучий і кривавий. Практично жоден злочин на півдні Італії не залишається без покарання родичів скривдженого і загиблого, не рахуючи санкцій, які можуть бути накладені державою. Згадки про ці звичаї можна віднайти в творах інших письменників, як от у Маріо П'юзо в «Хрещеному батьку» та «Сицилійці».
Спосіб виконання вироку також не є вигадкою письменника. Цькування собаками відоме ще з часів Давнього Риму, коли на гладіаторській арені за допомогою розлючених псів або диких хижаків розправлялися спочатку зі злочинцями, а потім і з ідеологічними супротивниками — християнами. В пізніші часи цькування псами часто використовували американські плантатори при розшуку рабів.